# コーネル大学公共政策大学院
コーネル大学公共政策大学院(Cornell Institute for Public Affairs、略称CIPA)は、コーネル大学の組織の一つである。
CIPAは、独自の学部(School)という形ではなく、研究所(Institute)という形を取っている。これは、公共政策とは学際的な意味合いを持つものであるという立場によるものである。このため、CIPA独自の科目というものはなく、コーネル大学という総合大学にある多種多様な科目を、生徒それぞれの専攻(Concentration）に応じて受講し、公共政策学修士（MPA:Master in Public Administration）を取得することになる。（このとおり、CIPAはSchoolという形式ではなくInstituteという形式を取るため、直訳すれば「コーネル大学公共政策研究所」といった名称になるが、ここでは簡便さのために「公共政策大学院」と訳す。以下、略称CIPAで記載する。）

## CIPAのカリキュラム
CIPAの学生は、以下の専攻(Concentration)から一つを選択し、それに沿って科目を組み立てることとなる。しかしながら、科目選択の柔軟性は極めて高いため、アドバイザーの了解さえ得られれば自身の興味関心に沿って自由に科目を選択することができる。
専攻
- Environmental Policy
- Finance and Fiscal Policy
- Government, Politics, and Policy Studies
- Human Rights and Social Justice
- International Development Studies
- Public and Nonprofit Management
- Science and Technology Policy
- Social Policy

CIPAは2年間のプログラムであり、2年間で16科目を履修することが求められている。科目履修にあたっては、下記の分類に従う。
- Foundation Coursework (次の3分野からそれぞれ3科目)
  1. Administration, Politics, and Public Policy
  2. Economics and Public Finance
  3. Quantitative Analysis
- Concentration Coursework (専攻に関連する科目を5科目)
- Specialized Coursework (論文執筆用科目を2科目)

## CIPAの特色
科目選択の柔軟性が高いため、たとえば「NPOの人材マネジメント」といったテーマでILRスクールやビジネススクール、さらにはホテルスクールといった学部の授業を組み合わせることができる。